# Булава Леонід Миколайович
Леоні́д Микола́йович Булава́ (*26 березня 1959, (Диканька, Полтавська область)  — український краєзнавець, географ, методист.

## Життєпис
Народився 26 березня 1959 року в селищі Диканька Полтавської області. Після закінчення Балясненської середньої школи Диканського району в 1976 році вступив, а в 1981 році закінчив природничо-географічний факультет Мелітопольського державного педагогічного інституту. У 1979 році з'явилися перші наукові праці в збірниках студентських робіт. Працював у Дніпропетровському районі Дніпропетровської області вчителем географії та біології (селище Обухівка, місто Підгороднє). У травні 1984 року прийнятий на посаду асистента кафедри географії та геології Криворізького державного педагогічного університету, де працював до 1986 року. З жовтня 1986 по жовтень 1989 року навчався на денному відділенні аспірантури Київського державного педагогічного університету ім. Максима Горького (науковий керівник — проф. І. П. Половина), одночасно працюючи погодинно асистентом кафедри фізичної географії й геології цього вузу. У жовтні 1989 року успішно захистив кандидатську дисертацію «Ландшафтний аналіз порушених земель з метою їх рекультивації (на прикладі Криворізького гірничопромислового району)», йому присвоєний науковий ступінь кандидата географічних наук. З жовтня 1989 по серпень 1992 року працював старшим викладачем, потім — доцентом кафедри фізичної географії та геології Криворізького державного педагогічного інституту. 
Із 1 вересня 1992 року працював доцентом, професором у ПНПУ (завідувач кафедри географії та краєзнавства) до 2020 року. Після виходу на пенсію за віком у 2020 році зосередився на  краєзнавчій роботі, постійно  виступає в місцевих ЗМІ з тем історії, географії та екології міста Полтави, займається просвітництвом.
Займає активну громадську позицію в питанні охорони природи та здійснює значний вклад у розв'язання проблеми забезпечення безпечного довкілля. 

## Науковий доробок

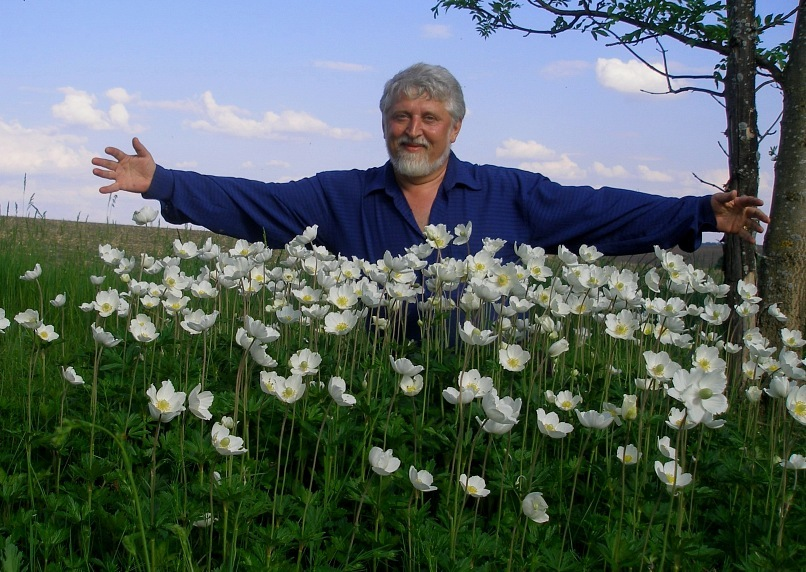
Заказник Веселомирське, Гадяцький район Полтавської області, 19 травня 2011 року

Л. М. Булава є автором близько 1200 наукових праць у галузі антропогенного ландшафтознавства, регіональної фізичної географії, краєзнавства, методики викладання географії в середній школі й виші.

### Підручники з грифом Міністерства освіти й науки України
- «Довкілля-5». — К.: Ґенеза, 1997;
- «Природознавство. 5 клас» (чотири перевидання, останнє — в 2005 році);
- «Загальна географія», 6 клас — Полтава: Довкілля-К, 2006 та електронний посібник за цим виданням;
- "Фізична географія України, 8 клас. — Харків: Ранок, 2008; навчальний посібник «Рідний край. Географія та краєзнавство» — К.: Просвіта, 1996 (було шість його перевидань),
- ряд навчальних програм з географії та краєзнавства з грифом МОН.
- "Географія". Підручник для 8 класу. - Харків: видавництво "Ранок", 2016.

### Навчальні посібники
- «Фізична географія України», 8 клас (Полтава: ПОІППО, 1997, 1999);
- «Економічна та соціальна географія України», 9 клас (Полтава: ПОІППО, 1999, 2000, у співавторстві з М. П. Нагорнюком);
- «Географія України» (Практичні й самостійні роботи. Роздаткові дидактичні матеріали). — Полтава: Наукова зміна, 1997;
- "Економічна і соціальна географія світу. — Полтава: ПОІППО, 1999;
- методичний посібник «Методика навчання фізичної географії України» (у 5-ти випусках). — Полтава: ПДПІ, 1994),
- "Фізична географія України. 8 клас. Дидактичні матеріали для формування предметної компетентності учнів. — Харків: Основи, 2009.
- Булава Л. М. Природа та населення Полтавської області. Навчальний посібник для учнів  8 класу загальноосвітніх навчальних закладів. – Полтава: ПОІППО ім. М.В. Остроградського, 2017.
- Булава Л. М. Зональні біогеоценози і ландшафти Землі: Навчально-наочний посібник у форматі електронних презентацій.  – 1 електрон. опт. диск (+ DVD-ROM, 1,3 Gb) ; та текстовий методичний супровід до самостійної роботи студентів (32 с.). – Полтава: ПНПУ імені В.Г.Короленка, 2017  (32,61 др. арк.)
- Наукові й науково-популярні книги з краєзнавства
- Диканщина. Історичний нарис / Л.М. Булава та інші. -  Полтава: Дивосвіт, 2013. – 564 с.
- Булава Л.М., Шевчук С.М., Мащенко О.М. Географічна освіта в контексті історії полтавського національного педагогічного університету  імені  В.Г.Короленка (1914 – 2014 роки) : Монографія. - ПНПУ імені В.Г.Короленка. – Полтава, 2014.
- Булава Л. М. Історія підготовки вчителів географії та природознавства на Полтавщині (1914 – 2014 роки): монографія / Л. М. Булава, С. М. Шевчук, О.М. Мащенко.  – Полтава : ПОІППО, 2015. http://dspace.pnpu.edu.ua/bitstream/123456789/7269/1/ІСТОРІЯ%20ПІДГОТОВКИ%20ВЧИТЕЛІВ.pdf
- Історичний факультет Полтавського національного педагогічного університету імені В. Г. Короленка : збірник матеріалів і біобібліографічні покажчики. – Полтава : ПНПУ імені В. Г. Короленка, 2018.
- Природничий факультет Полтавського національного педагогічного університету імені В.Г. Короленка : 100 років історії та здобутків : літопис / ; Полтав. нац. пед. ун-т імені В.Г. Короленка. – Полтава: Астрая, 2019.
- Фізико-математичний факультет Полтавського національного педагогічного університету імені В. Г. Короленка (1919-2019) : ювілейна книга / Редколегія Ю.  Д.  Москаленко (голова) [та ін.].– Полтава: ПНПУ  імені В.Г.Короленка, 2019.
- Генезис освіти зі спеціальностей факультету історії та географії: збірник статей, матеріалів і біографічних довідок. – Полтава : ПНПУ імені В.Г.Короленка, 2019.
- Булава Л. М. Павленки і Тарновщина: книга з краєзнавства. Полтава, 2023.  516 с. (Серія: Історичні  райони міста Полтави). https://www.calameo.com/read/007854636dbd809bc4c26
- Булава Л. М. Павленки і Тарновщина: книга з краєзнавства (Вид.2-ге, виправлене й доповнене). Полтава, 2025.  500 с. (Серія: Історичні  райони міста Полтави).
- Булава Л. М. Топонімія Полтави (ороніми, гідроніми, дрімоніми): історико-географічний аналіз. Монографія. Полтава, 2023. 152 с. http://histpol.pl.ua/books/Bulava_L_M_Toponimiya_Poltava.pdf
- Булава Л.М. (у співавт.) Монастирська гора, Яківці, Шведська Могила та Поле Полтавської битви. Полтава, 2024. 158 с. (Серія: Історичні  райони міста Полтави).
- Булава Л.М. Сінна площа. Полтава, 2024. 61 с. (Серія: Історичні  райони міста Полтави). https://www.calameo.com/read/007854636097773b66c80#google_vignette
- Булава Л.М. Колонія і прилеглі до неї території. Полтава, 2024. 288 с. (Серія: Історичні  райони міста Полтави).